# Ernst Küppers
Ernst Küppers   (Viersen, 9 de juliol de 1904 - Nordhorn, 24 de juliol de 1976) fou un nedador alemany que va competir durant les dècades de 1920 i 1930. Es casà amb Reni Erkens i fou el pare d'Ernst-Joachim Küppers, ambdós destacats nedadors.
El 1928 va prendre part en els Jocs Olímpics d'Estiu d'Amsterdam, on fou cinquè en la prova dels 100 metres esquena del programa de natació. Quatre anys més tard, als Jocs de Los Angeles, tornà a ser cinquè en la mateixa prova.
En el seu palmarès destaca una medalla de plata en els 100 metres esquena del Campionat d'Europa de natació de 1934 i el campionat nacional dels 100 metres esquena de 1927, 1928, 1929, 1930, 1932 i 1933. Un cop finalitzada la Segona Guerra Mundial passà a exercir d'entrenador.